# Appendice che espone in maniera assoluta la vera scienza nello spazio
L'Appendice che espone in maniera assoluta la vera scienza nello spazio (Appendix scientiam spatii absolute veram exhibens: a veritate aut falsitate axiomatis XI Euclides (a priori haud unquam decidenda) indipendentem; adjecta ad casum falsitatis, quadratura circuli geometrica) è un'opera del matematico ungherese János Bolyai.
Il nome "appendice" deriva dal fatto che venne pubblicata nel 1832 dal padre di questi Farkas Bolyai, anch'egli matematico, come appendice del suo trattato Tentamen Juventutem studiosam in elementa Matheseos purae, elementaris ac sublimioris, methodo intuitiva, evidentique huic propria, introducendi. Il testo riveste una grande importanza nello sviluppo della matematica, perché è la prima opera che getta i fondamenti della geometria non euclidea.

## L'opera
Il V postulato di Euclide (nell'opera indicato come "Assioma XI") aveva destato dubbi sulla sua evidenza già negli antichi. Già Euclide stesso iniziò a usarlo il più tardi possibile, come se preferisse tenerlo da parte; nel corso dei secoli ci furono vari tentativi di dimostrare quella proposizione, o un'altra equivalente (come ad esempio "la somma degli angoli interni di un triangolo è pari a un angolo piatto", oppure "un quadrilatero trirettangolo deve avere anche il quarto angolo retto") per mezzo degli altri assiomi.
I lavori di Girolamo Saccheri e Johann Heinrich Lambert instillarono però alcuni dubbi sulla effettiva deducibilità dell'assioma, tanto che, come ebbe a scrivere il matematico e fisico italiano Pietro Pagnini,
"si venne così, per l'opera di eminenti matematici, fra i quali emergono i nomi del Gauss, del Lobacevskij e dei due Bolyai, a costruire una geometria non euclidea nella quale, ripudiato il postulato V delle parallele, le deduzioni, apparentemente paradossali e non scevre da contraddizioni, ànno una portata più generale di quelle circoscritte nell'ambito del suddetto postulato."
Come anche suo padre Farkas, anche János fu attratto dalle ricerche sulla dimostrazione del postulato delle parallele. Nel 1821 riconobbe però che la via seguita era un vicolo cieco, e decise di costruire una teoria assoluta sullo spazio con metodo deduttivo senza prendere una decisione sulla validità dell'assioma. Nel 1823, in una lettera al padre, gli scrisse
"ho scoperto delle cose così belle, che ne sono rimasto quasi abbagliato e sarebbe motivo di continui rimpianti se andassero perdute."

## Risultati
All'interno del suo lavoro, János pervenne ai seguenti risultati:
1. una definizione di rette parallele e delle loro proprietà in modo indipendente dal postulato euclideo
2. una definizione di circonferenza e sfera di raggio infinito
3. la dimostrazione che la geometria sulla superficie di una sfera a raggio infinito era identica all'ordinaria geometria piana
4. l'indipendenza della trigonometria sferica dal V postulato d'Euclide
5. formule di trigonometria piana nel caso non euclideo e applicazioni al calcolo delle aree e dei volumi
6. la risoluzione elementare di alcuni problemi, come la costruzione di un quadrato equivalente ad un cerchio nell'ipotesi della falsità del V postulato.

Le proporzioni assolutamente vere e appartenenti alla scienza assoluta dello spazio sono per l'appunto quelle indipendenti dal postulato sulle parallele.